# Diablo III

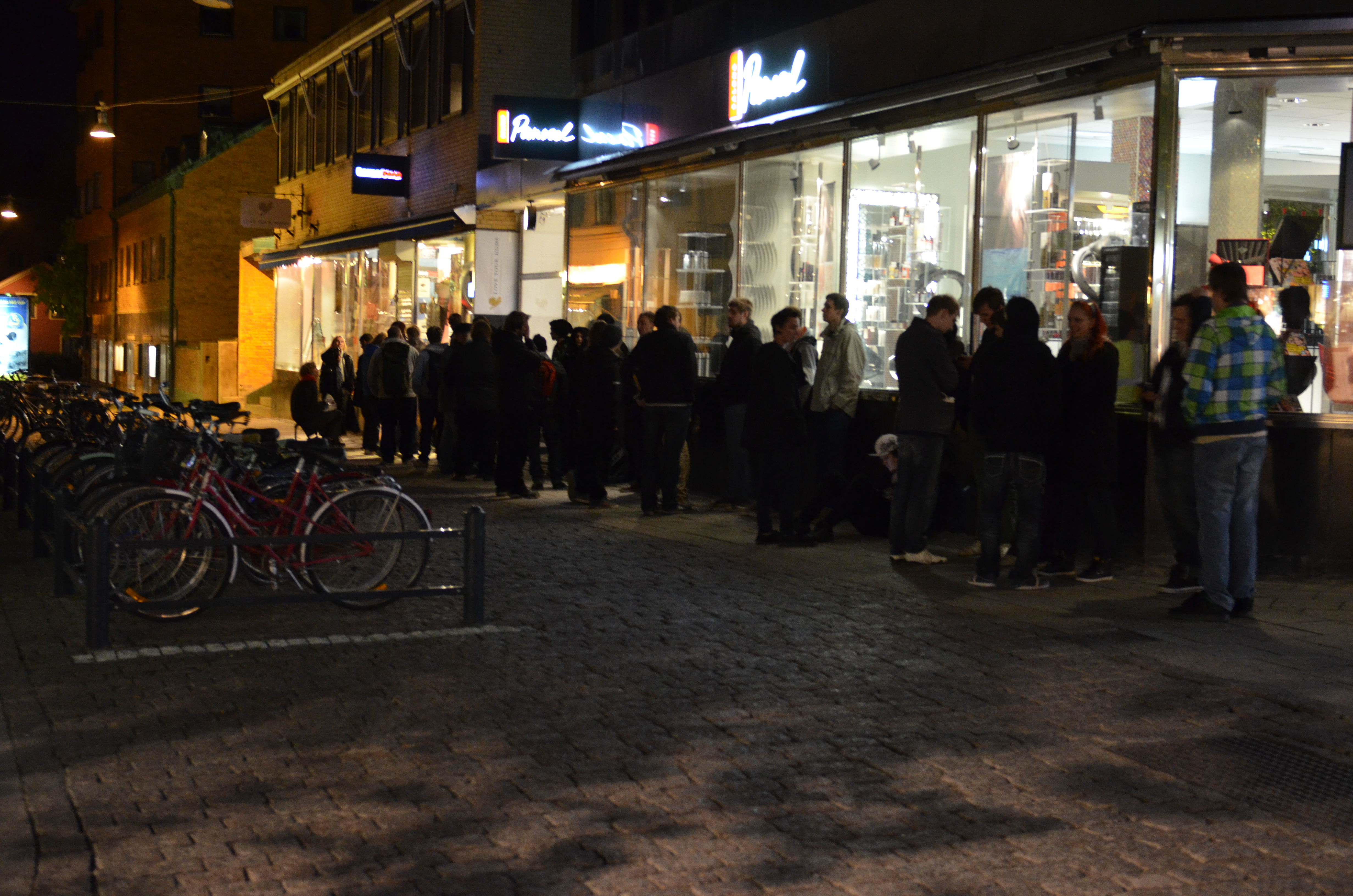
Kö till midnattssläppet av Diablo III i Uppsala.

Diablo III är ett actionspel med fantasy- och skräcktema och är den tredje titeln i Blizzard Entertainments Diabloserie. Spelet offentliggjordes på Blizzard Worldwide Invitational i Paris den 28 juni 2008.

## Handling
Spelet utspelar sig 20 år efter det att Diablo, Mephisto och Baal dödats. Deckard Cain befarar att ondskan är på väg tillbaka och beger sig till katedralen i Tristram för att leta efter ledtrådar. Kort därefter slår en komet plötsligt ner i Tristram, på just den plats där Diablo först kom till den dödliga världen. Kometen markerar början på en ny tid av mörker och kallar på nya hjältar som måste bekämpa ondskan.

## Spelmekanik
Diablo III har fler statiska miljöer än Diablo II, där nästan alla områden i spelet slumpades fram varje gång en server startades. Enligt spelets producent, Rob Pardo, ville Blizzard skapa miljöer som spelarna kan känna igen och lära sig hitta i. Däremot ska spelets grottor fortfarande vara dynamiska och framslumpade.
Diablo III har även en djupare handling än de två tidigare spelen. För att uppnå detta har Blizzard arbetat för att göra karaktärerna mer levande, bland annat genom att använda sig av konversationer med andra karaktärer istället för endast monologer. Blizzard försöker också se till att spelets tempo ska hållas högt. Två exempel på sådana åtgärder är den så kallade Hotbar som låter spelaren snabbt välja mellan sin karaktärs förmågor och så kallade Health Orbs som monster tappar och som återställer hälsan för att få bort den fokus på Health Potions som dominerade Diablo II.

### Hardcore
I likhet med Diablo II ges spelarna möjlighet att skapa hardcore-karaktärer. För att kunna skapa en hardcore-karaktär måste spelaren först levla en karaktär i vanligt läge till level 10. Hardcore-karaktärer kan inte bli återupplivade; istället blir karaktärerna permanent ospelbara om de dödas i spelet. Hardcore-läget riktar sig främst till erfarna spelare som söker extra utmaning och spänning det innebär att endast ha ett virtuellt liv. Hardcore-karaktärer utmärks genom att ha en annan röd färg i spelarens karaktärslista och de kan endast spela tillsammans med andra hardcore-karaktärer. När en spelare dör kan spelarens vålnad fortfarande chatta, men de kan inte återvända till spelet.

### Karaktärer
Spelet innehåller fem klasser. Det är möjligt att välja karaktärens kön.
- Barbarian, Barbaren, har en mängd olika förnyade färdigheter till förfogande baserat på användning av fysisk förmåga. Barbaren kan kasta sig som en virvelvind genom massorna, hoppa över klippor och krossa motståndare vid landning. Den energikälla som används av barbaren är vrede (fury) som genereras genom att bli attackerad av fiender, attackera fiender samt speciella förmågor (skrik, battle cries). Barbarens vrede börjar sjunka om man är utanför strid ett visst tag.
- Demon hunter, Demonjägaren, kombinerar förmågor av Diablo II:s amazon- och assassin-klass. Demonjägaren använder pilbåge eller armborst som huvudvapen och kastar även mindre bomber på fiender.
- Monk, Munken, är en närstridsklass som använder sig av kampsportstekniker för att lamslå fiender, försvara sig och avleda projektiler. Munken attackerar med hastighet och dödande slag.
- Witch Doctor, Häxdoktorn, är en ny karaktär som påminner om Diablo II:s necromancer men som är begåvad med förmågor som traditionellt förknippas med shamanism och voodoo.
- Wizard, Trollkarlen, är en klass som på många sätt liknar sorceress från Diablo II. Trollkarlen har förmågor som lightning, fire och ice och kan dessutom teleportera runt fiender och genom väggar.
- Crusader, Korsfararen kom till diablo serien med Reaper of Souls och är en karaktär som använder sig av helig magi och kan ta många smällar och ge än mer tillbaka med välsignade hammare och rustningar.
- Necromancer, Andebesvärjare är den mest nyliga tillagda karaktären inom diablo serien och använder sig ut av sina fienders döda kroppar för att väcka det döda eller skjuta deras ben på andra.

Den 25 maj 2009 avslöjades även en del fiender från klanen The Fallen Ones, som syntes ett flertal gånger i det föregående spelet. Bland dessa fanns sorterna Imp, Shaman, Lunatic, Hound och Overseer.

#### Followers
Followers är datorkontrollerade spelare som kan följa med spelaren genom spelets gång. Det finns tre olika i Diablo III: Kormac the Templar, Lyndon the Scoundrel och Eirena the Enchantress. Alla har sina egna unika färdigheter och bakgrunder. Eftersom followers slåss jämsides medspelaren, får de nya erfarenheter, färdigheter, och utrustning allteftersom de levlar upp, precis som spelaren själv. Spelaren kan bara ha en follower med sig samtidigt, vilket gör att man kan bygga upp en strategi när man spelar. Från början var det planerat att de bara skulle dyka upp i normal svårghetsgrad. Alltså inte i Nightmare, Hell och Inferno, för att göra de nivåerna ännu svårare, Men Jay Wilson fastställde på Blizzcon 2011 att followers skulle vara tillgängliga i högre levlar och andra svårighetsgrader. followers går inte att använda i co-op spel, det vill säga när man spelar med andra personer.

#### Artisans
Artisans är datorstyrda hantverkare som säljer eller skapar saker. Det finns två olika typer som blir tillgängliga genom att genomföra ett uppdrag där man hjälper dom. Haedrig Eamon the Blacksmith och Covetous Shen the Jeweler. Den tidigare annonserade Mystic-artisanen blev tillbakadragen, men det kan ha varit för att den ska komma tillbaka senare i en expansion. Det sägs att Mystic-artisanen kommer att komma i Reaper of Souls. Artisans skapar föremål genom att använda utrustningar som spelaren ger dem som de förstör för att få utrustningens delar. Dessa material används för att skapa saker som kommer att ha slumpmässiga bonusar. Till skillnad från Diablo II, kan nu sällsynta och magiska objekt också bli förbättrade, inte bara vanlig utrustning och vapen. Man kan också använda dessa material för att öka skickligheten på artisanen. När de når högre levlar, blir deras ”butik” också bättre, för att deras nya nivå. Processen att skrota föremål till deras grundmaterial gör att man slipper sälja sina saker man har med sig i sin ”Ryggsäck” alltså sin inventory. Blizzard Entertainment angav att detta artisan-system var designat så att det inte skulle sänka farten på spelet.

## Röstskådespelare
- Carl Lumbly - Witch Doctor (manlig röst)
- Erica Luttrell - Witch Doctor (kvinnlig röst)
- Dorian Harewood - Barbarian (manlig röst)
- Athena Karkanis - Barbarian (kvinnlig röst)
- Crispin Freeman - Wizard (manlig röst)
- Grey DeLisle - Wizard (kvinnlig röst) / Li-Ming,
- Jamieson Price - Monk (manlig röst)
- Rajia Baroudi - Monk (kvinnlig röst)
- Robin Atkin Downes - Demon Hunter (manlig röst) / Cort
- Anna Graves - Demon Hunter (kvinnlig röst)
- Michael Gough - Deckard Cain
- Jennifer Hale - Leah
- Troy Baker - Lyndon the Scoundrel
- Sumalee Montano - Eirena the Enchantress
- Dominic Keating - Kormac the Templar
- James Hong - Covetous Shen the Jeweler
- Simon Templeman - Haedrig the Blacksmith
- Jonathan Adams - Tyrael the Archangel of Justice
- Alyson Reed - Adria the Witch
- David Sobolov - Azmodan
- Steve Blum - Zoltun Kulle
- Susanne Blakeslee - Maghda
- Joe Thomas - King Leoric, Skeleton King
- Cree Summer - Auriel
- Jim Ward - Belial
- Rick D. Wasserman - Imperius
- Sofia Pirri - Emperor Hakan II
- James Horan - Ithereal
- Courtenay Taylor - Asheara
- Brian George - Abd al-Hazir
- Claudia Black - Cydaea the Mistress of Pain
- Lloyd Sherr - Captain Hale
- Greg Ellis - Captain Rumford
- David McCallum - The Grand Maester / King Rakkis
- Jason Miller - Radek the Fence / Bennoc
- Lani Minella - Mistress of Pain, Shadow Vermin
- Gideon Emery - Joshua / Lliorgor the Crazed / Tristram Militia Ghost
- Zach Hanks - Villager / Kurel / Brigand / Bounty Hunter
- J.B. Blanc - Olika röstroller
- Jason Marsden - Olika röstroller
- Peter Renaday - Olika röstroller
- Eliza Schneider - Olika röstroller
- Armin Shimerman - Olika röstroller

## Expansion
21 augusti 2013, tillkännagavs det vid det tyska spelkonventet Gamescom att Diablo III: Reaper of Souls kommer att bli den första expansionen till Diablo III. Den kommer att kretsa runt Malthael, The Fallen Angel of Wisdom, som expansionens huvudfiende och kommer att utspela sig i staden Westmarch som liknar gotisk-medeltida platser. Expansionen kommer också inkludera en ny klass, Crusader, en ny högsta levelnivå till 70, stora ändringar för ”loot drops”, som inkluderar möjligheten att byta statistik på utrustningen genom att använda ett Enchanting-system. Man kan också byta utseendet på sin utrustning genom att använda ”Transmogrification”, och också ett förbättrat ”paragon” system som kommer att vara likadant över hela kontot och det kommer inte att finnas någon gräns för level.
Reaper of Souls håller på att utvecklas för PC, med ett släppningsdatum 25 mars 2014. Blizzard har sagt att expansionen kommer att bli omgjord för Playstation 3 och Xbox 360 versionerna av Diablo III.

## Mottagande
| Mottagande      | Mottagande                                                        |
| Samlingsbetyg   | Samlingsbetyg                                                     |
| Tjänst          | Betyg                                                             |
| --------------- | ----------------------------------------------------------------- |
| Gamerankings    | (PS4) 91.25% (XONE) 89.22% (PC) 87.64% (PS3) 86.78% (X360) 86.70% |
| Metacritic      | (PS4) 90/100 (PC) 88/100 (XONE) 87/100 (PS3) 86/100 (X360) 86/100 |
| Recensionsbetyg |                                                                   |
| Publikation     | Betyg                                                             |
| Edge            | 9/10                                                              |
| Eurogamer       | 9/10                                                              |
| G4              | 4.5/5                                                             |
| Game Informer   | 9/10                                                              |
| Gamespot        | 8.5/10                                                            |
| Gamespy         | [ 37 ]                                                            |
| Gamesradar      | 8/10                                                              |
| Gametrailers    | 8.8/10                                                            |
| IGN             | 9.5/10                                                            |
| PC Gamer UK     | 90/100                                                            |
| Videogamer.com  | 9/10                                                              |
| X-Play          | 4.5/5 stjärnor                                                    |
| Gamereactor     | 9/10                                                              |

Innan spelet släpptes hade Diablo 3 slagit rekord i antal förbeställningar på Amazon.com.